# Antonio Trapani Lombardo
Antonio Trapani Lombardo (Gallico, 20 agosto 1876 – Reggio Calabria, 10 dicembre 1958) è stato un politico italiano.

## Biografia
Nato a Gallico, proprietario terriero. Laureato in giurisprudenza con il massimo dei voti nell'anno accademico 1897-1898, a soli ventun'anni fu eletto consigliere comunale e successivamente sindaco del Comune di Gallico, rendendosi promotore del "Piano regolatore per la cittadina di Gallico". Nel 1901, a venticinque anni, fu eletto consigliere comunale e poi assessore del Comune di Reggio Calabria e negli anni seguenti consigliere provinciale con l'incarico di vicepresidente della deputazione stessa. Fu presidente della Società elettrica della Calabria prima e poi della Società tranviaria di Reggio e commissario della Camera di commercio di Reggio Calabria.
Nel 1929 fu eletto deputato al Parlamento del Regno con il PNF (XXVIII legislatura del Regno d'Italia), e confermò il proprio seggio anche nella legislatura successiva, nel 1934. Presidente di varie commissioni parlamentari, discusse molti disegni di legge riguardanti soprattutto problemi di carattere agricolo. Nel 1939 divenne consigliere nazionale della Camera dei Fasci e delle Corporazioni. Nel febbraio 1943 venne nominato senatore del Regno d'Italia e fu dichiarato decaduto nel dicembre 1944.